# Rue Publémont
La rue Publémont est une rue liégeoise sur la colline du Publémont dans le quartier Saint-Laurent. Elle va de la rue Sainte-Marguerite au carrefour du Mont Saint-Martin, du Thier de la Fontaine et de la rue Saint-Laurent.

## Architecture
La rue présente un ensemble très homogène de maisons construites à la fin du XIXe siècle et au début du XXe siècle.
- architecte Joseph Moosen : no 14, 21, 22, 27, 32, 33, 35, 38, 44, 46 (maisons[1]). Le numéro 14 fut l'adresse de l'architecte de 1898 à 1910[2].
- architecte H. Séaux : no 40 (maison).

## Rues adjacentes
- Rue des Fossés
- Rue Hullos
- Mont Saint-Martin
- Rue Saint-Laurent
- Rue Sainte-Marguerite
- Thier de la Fontaine